# Tommy Skeoch
Thomas Skeoch (Kansas, 5 febbraio 1962) è un chitarrista e compositore statunitense, noto principalmente per aver militato nei Tesla, prima di lasciare definitivamente il gruppo nel 2006 a causa di alcuni problemi personali. Nel 2007 ha pubblicato il suo primo album da solista intitolato Freack Bucket.

## Discografia

### Con i Tesla
- Mechanical Resonance (1986)
- The Great Radio Controversy (1989)
- Five Man Acoustical Jam (1990, live)
- Psychotic Supper (1991)
- Bust a Nut (1994)
- Time's Makin' Changes - The Best of Tesla (1995, best of 1986-1994)
- Replugged Live (2001, 2-CD Live Set)
- Standing Room Only (2005, Live)
- Into the Now (2004)
- Twisted Wires & the Acoustic Sessions (2011) (solo in cinque tracce)

### Da solista
- Freack Bucket (2007)